# سوناتینا در سل ماژور (منسوب به بتهوون)
سوناتینا در سُل ماژور (به انگلیسی: Sonatina in G major) از آثار منسوب به لودویگ فان بتهوون است که در دو موومان برای تک‌نوازِ پیانو تصنیف شده‌است. این اثر، در فهرست آثار بتهوون، جزو «آثار الحاقی» به‌شمار می‌آید و در فهرست کینسکی-هالم با عنوان «ضمیمهٔ ۵ شمارهٔ ۱» ثبت شده‌است.
این اثر در هامبورگ، آلمان و پس از درگذشتِ بتهوون منتشر شد. انتسابِ آن به بتهوون مشکوک است، چنان‌که سبکِ تصنیفِ اثر با آثار بتهوون هم‌خوانی ندارد.

## ساختارِ اثر
این اثر دو موومان دارد:
1. مودِراتو (به ایتالیایی: Moderato)
2. رُمانس

میزانِ موومانِ نخست 4
4 است. عنوانِ موومان دوم «رُمانس و میزانِ آن 6
8 است.